# Fear (película)
Fear (Miedo en Hispanoamérica, Ángel y demonio en Argentina y Pasión obsesiva en España) es una película estadounidense del año 1996, dirigida por James Foley. Protagonizada por Mark Wahlberg, Reese Witherspoon, William Petersen, Amy Brenneman y Alyssa Milano en los papeles principales. La película narra la vida de la adolescente Nicole, y como se deja engañar por David, un chico que aparentaba lo que no era.
Ganadora del premio MTV Movie Awards de 1996 a la Mejor Canción para Película:  Bush con la canción "Machinehead", recibiendo Mark Wahlberg una nominación en la categoría de Mejor Villano en la misma ceremonia.

## Sinopsis
Nicole Walker vive en los suburbios de Seattle con su padre Steven, su nueva esposa Laura y el hijo de Laura, Toby. En un bar con su mejor amiga Margo Masse y su amigo Gary Rohmer, Nicole conoce a David McCall e instantáneamente se enamora de su buena apariencia y encanto. Nicole se enamora de David, pero a Steven no le gusta y se enoja con él cuando ignora el toque de queda de Nicole y, finalmente, tiene relaciones sexuales con ella. David pronto se vuelve posesivo y celoso de Nicole, lo que culmina en atacar a Gary cuando los ve abrazándose, golpeándolo y dándole a Nicole un ojo morado. Como resultado, ella rompe con él, pero vuelven a estar juntos cuando David se disculpa por su acción y luego la manipula para que crea que su padre lo agredió.
David invita a Nicole a una fiesta en casa de su amigo Logan. Al principio, ella se niega, pero luego decide conducir a la fiesta, donde ve a Margo fumando crack y teniendo sexo con David, aunque Nicole no se da cuenta de que no es consensuado. Al día siguiente, ella lo confronta por su infidelidad y rompe con él para siempre, y también confronta a Margo, sin creer que David la violó. Luego, David amenaza a Margo para que convenza a Nicole de que lo acepte de regreso. Después de ver a Nicole con Gary, David lo sigue y lo mata.
Nicole va con Laura y Toby al centro comercial, donde David la acorrala en el baño y le promete que no permitirá que nadie se interponga en su camino para tener a Nicole para él. Mientras tanto, Steven encuentra su auto destrozado con una nota insultante dejada por David. Furioso, Steven irrumpe en la casa que David comparte con Logan y la destroza después de descubrir un santuario que David hizo para Nicole. En represalia por el vandalismo de Steven, David decide irrumpir en la residencia de los Walker con sus cuatro amigos: Logan, Hacker, Knobby y Terry, con el objetivo de dañar a la familia de Nicole y quedarse con Nicole.
Después de que Margo informa a los Walkers de la muerte de Gary, David y su pandilla decapitan a Kaiser, el perro de la familia, y luego hacen múltiples intentos de entrar. Steven y Laura bloquean las puertas, y Laura hiere a Hacker con un taladro, y luego Knobby lo lleva al hospital. Usando una linterna, Nicole envía un SOS al guardia de seguridad privado de los Walkers, Larry, quien llega para enfrentar la situación, pero Terry lo mata. David, Logan y Terry toman a Steven como rehén, lo que obliga a Laura a rendirse. Toby escapa por una ventana y llega al teléfono del coche de Laura. Después de que Terry lo encuentra en el garaje, Toby atropella fatalmente a Terry con la camioneta. Logan se obliga a sí mismo a Nicole; Margo interviene, pero queda inconsciente.
David mata a tiros a Logan por intentar violar a Nicole, y luego le dice que tiene la intención de matar a su padre para finalmente poder tener a Nicole, creyendo que Nicole lo superará y lo aceptará. Después de que Toby recupera las llaves de Larry y libera a sus padres, Steven corre hacia David, pero David lo derriba y se prepara para matarlo, hasta que Nicole salva a su padre empalando a David por la espalda con una pipa de la paz (un regalo del propio David). Mientras un herido David mira a Nicole en estado de shock, Steven se levanta y pelea con él. Un enfurecido David intenta atacar a Nicole, pero Steven lo arroja furiosamente a la muerte por la ventana del dormitorio. La familia se abraza mientras llegan la policía y los paramédicos.

## Reparto
- Mark Wahlberg como David McCall.
- Reese Witherspoon como Nicole Walker.
- William Petersen como Steven Walker.
- Amy Brenneman como Laura Walker.
- Alyssa Milano como Margo Masse.
- Christopher Gray como Toby Walker.
- Tracy Fraim como Logan.
- Gary Riley como Hacker.
- Jason Kristofer como Terry.
- Jed Rees como Knobby.
- Todd Caldecott como Gary Rohmer.
- John Oliver como Eddie Clark.
- David Fredericks como Larry O'Brien.
- Andrew Airlie como Alex McDowell.
- El perro Banner como Kaiser.

## Doblaje al español (México)
| Personaje      | Actor original     | Actor de doblaje  |
| -------------- | ------------------ | ----------------- |
| David McCall.  | Mark Wahlberg.     | Óscar Melano.     |
| Nicole Walker. | Reese Witherspoon. | Xóchitl Ugarte.   |
| Steven Walker. | William Petersen.  | Roberto Carrillo. |
| Margo Masse.   | Alyssa Milano.     | Mónica Estrada.   |
| Laura Walker.  | Amy Brenneman.     | Lourdes Morán.    |
| Knobby.        | Jed Rees.          | Jorge Palafox.    |
| Peterman L.    | Harvey Gold        | José María Negri. |
| Larry O'Brien  | David Fredericks   | José María Negri. |

## Comentarios
Fear contribuyó en gran medida a la fama de chico problemático que tenía Mark Wahlberg en sus inicios como actor serio.

## Curiosidades
- El papel principal del filme originalmente iba a ser para la actriz Liv Tyler, pero al final se decidió que Reese Witherspoon interpretara a la joven protagonista.
- En la película, Reese interpreta a Nicole Walker, una chica de 16 años de edad, mientras que en la vida real acababa de cumplir 20 años.
- La madrastra de la protagonista es Amy Brenneman y el padre es William Petersen, ambos protagonistas de dos famosas series, ¨La juez Amy¨ y ¨CSI Las Vegas¨, respectivamente.